# Baryscapus servadeii
Baryscapus servadeii is een vliesvleugelig insect uit de familie Eulophidae. De wetenschappelijke naam is voor het eerst geldig gepubliceerd in 1965 door Domenichini. Het is een parasitoïde op de eitjes van Thaumetopoea pityocampa, de dennenprocessierups.